# Kanutaikanit-shipiss
De Kanutaikanit-shipiss is een 9 km lange rivier in de Canadese provincie Newfoundland en Labrador. De rivier bevindt zich in het oosten van het schiereiland Labrador.

## Toponymie
De benaming Kanutaikanit-shipiss (IPA: [ka:nu:teikənt ʃi:pi:s]) komt uit het Innu, de taal van het gelijknamige volk dat traditioneel in het gebied leeft. De naam kan vertaald worden als "riviertje van de plaats waar in de lucht geschoten wordt".
De naam verwijst naar Kanutaikanit (letterlijk "plaats waar in de lucht geschoten wordt"). Dat is het rechte gedeelte van de rivier net ten noorden van het bronmeer die een ideale locatie is om op eenden te jagen.

## Verloop
De rivier vindt zijn oorsprong in het ernaar vernoemde Kanutaikanit-nipi, een meer in de wildernis van Oost-Labrador. Hij verlaat het meer in het noorden en stroomt over zijn 9 km lange loop vrijwel onafgebroken in noordelijke richting, daarbij doorheen een aantal kleine meertjes stromend. Een erg recht gedeelte in het begin van de rivier staat bekend als Kanutaikanit.
Uiteindelijk mondt de Kanutaikanit-shipiss uit in de aanzienlijk grotere rivier Kamishikamau-shipiss, een zijrivier van de Eagle River. De monding bevindt zich zo'n 4 km ten zuidwesten van het nationaal park Mealy Mountains.